# Lindsay Frelink
Lindsay Frelink (Heerhugowaard, 6 augustus 1999) is een Nederlands rolstoelbasketbalster. Frelink komt uit voor Sunrise Medical Braves (Doorn) waar ze speelt als forward. Eerder speelde ze bij VIOS '82 (Alkmaar), BV Hoofddorp en Only Friends (Amsterdam).
In 2017 maakte Frelink haar EK-debuut voor het Nederlandse nationale team dat op het Europees kampioenschap 2017 in Tenerife goud won. Met het Nederlandse team won ze ook goud tijdens de wereldkampioenschappen van 2018 en 2022 en de Paralympische Zomerspelen van 2020 en 2024.
Frelink is geboren met een open rug (spina bifida) en zit haar hele leven al in een rolstoel.  Op haar twaalfde begon ze met rolstoelbasketbal. Frelink heeft een studie grafische vormgeving afgerond.

## Resultaten
Europees kampioenschap 2017 in Tenerife
 Wereldkampioenschap 2018 in Hamburg
 Europees kampioenschap 2019 in Rotterdam
 Paralympische Zomerspelen 2020 in Tokio
 Europees kampioenschap 2021 in Madrid
 Wereldkampioenschap 2022 in Dubai
 Europees kampioenschap 2023 in Rotterdam
 Paralympische Zomerspelen 2024 in Parijs
Mariska Beijer · Chèr Korver · Saskia Pronk · Carina de Rooij · Jitske Visser · Ilse Arts · Bo Kramer · Sylvana van Hees · Julia van der Sprong · Lindsay Frelink · Ylonne Post · Xena Wimmenhoeve
Mariska Beijer · Chèr Korver · Saskia Pronk · Carina de Rooij · Jitske Visser · Ilse Arts · Bo Kramer · Sylvana van Hees · Julia van der Sprong · Lindsay Frelink · Anouk Taggenbrock · Xena Wimmenhoeve